# Dasineura lathyrina
Dasineura lathyrina är en tvåvingeart som först beskrevs av Ewald Rübsaamen 1890.  Dasineura lathyrina ingår i släktet Dasineura och familjen gallmyggor.
Artens utbredningsområde är Tyskland. Inga underarter finns listade i Catalogue of Life.